# Legge dell'assortimento indipendente

Legge dell'assortimento indipendente

La legge dell'assortimento indipendente (o principio dell'assortimento indipendente), è una legge riguardante la trasmissione dei caratteri ereditari deducibile dal lavoro di Gregor Mendel.
Secondo tale legge gli alleli posizionati su cromosomi non omologhi si distribuiscono in modo casuale nei gameti. Ciò implica che le probabilità - e quindi, nei grandi numeri, le frequenze - di ogni combinazione di genotipi o fenotipi sono il prodotto delle probabilità (o frequenze) di quelli per ogni carattere.
Incrociando, per esempio, un omozigote dominante ("AABB") e un omozigote recessivo ("aabb"), alla prima generazione si otterranno individui con caratteri "AaBb", in cui verranno mostrati i fenotipi dominanti "A" e "B".
Alla seconda generazione, incrociando due individui "AaBb", da un totale di 16 elementi si otterranno: 9 con i fenotipi dominanti, 3 con il primo fenotipo dominante e il secondo recessivo, 3 con il primo fenotipo recessivo e il secondo dominante, 1 con entrambi i fenotipi recessivi.
| Quadrato di Punnet | Quadrato di Punnet | Quadrato di Punnet | Quadrato di Punnet |      |
| ------------------ | ------------------ | ------------------ | ------------------ | ---- |
|                    | AB                 | Ab                 | aB                 | ab   |
| AB                 | AABB               | AABb               | AaBB               | AaBb |
| Ab                 | AAbB               | AAbb               | AabB               | Aabb |
| aB                 | aABB               | aABb               | aaBB               | aaBb |
| ab                 | aAbB               | aAbb               | aabB               | aabb |

Da risultati di questo tipo Mendel dedusse che caratteri diversi segregano indipendentemente, ossia qualunque allele per un carattere sia stato immesso in un gamete non influenza la probabilità che vi sia immesso uno o l'altro allele per un altro carattere dominante o non.

## Spiegazione dell'indipendenza dei caratteri

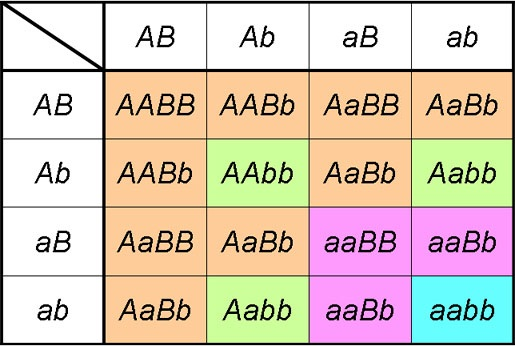
Quadrato di Punnett

Oggi, sappiamo che coppie alleliche segregano indipendentemente a causa di modalità con cui avviene il processo della meiosi: ci sono infatti due modi differenti per due coppie di cromosomi di presentarsi nella metafase I della meiosi, una è quella in cui due cromosomi della stessa origine parentale siano rivolti verso lo stesso polo della cellula, l'altra che siano rivolti verso due poli opposti. Questa disposizione è casuale, pertanto la probabilità che due alleli uniparentali si collochino nello stesso gamete è 1/2.
Nelle cellule somatiche umane normali sono presenti 46 (2N) cromosomi, 23 (N) derivano dall'ovocita, 23 (N) dallo spermatozoo. Durante la gametogenesi - la produzione di nuovi gameti da parte di un adulto - si attua un processo riduzionale che determina la formazione di gameti con un contenuto aploide (N) di cromosomi. Secondo il principio dell'assortimento indipendente i set di cromosomi di origine paterna e materna sono mescolati e sono distribuiti in modo casuale nei gameti.
Pertanto è possibile avere qualsiasi combinazione di cromosomi materni e paterni nel gamete con la stessa probabilità. Quindi, con 23 coppie di cromosomi il numero di possibilità è 223 ossia 8,388,608 diverse combinazioni non considerando il crossing over che introduce altre combinazioni. È pertanto assai improbabile generare gameti identici, assicurando una elevata variabilità genetica nella progenie.
Secondo questo principio, caratteri che si trovano sullo stesso cromosoma non dovrebbero segregare indipendentemente ma "viaggiare" insieme a formare l'assetto cromosomico dei gameti. Nonostante ciò la ricombinazione tra cromatidi non fratelli (crossing over) durante la profase I agisce rimescolando fra loro loci di origine materna e di origine paterna garantendo una segregazione indipendente di alleli sufficientemente distanti da essere interessati dalla ricombinazione. I sette caratteri di Pisum sativum utilizzati negli esperimenti di Mendel effettivamente segregavano indipendentemente, ma esperimenti successivi condotti su un altro organismo modello, la Drosophila melanogaster, hanno dimostrato che sebbene la maggior parte dei caratteri segreghino indipendentemente, alcuni sono tra loro in linkage, cioè legati, perché si trovano sufficientemente vicini sullo stesso cromosoma da non essere separati per effetto della ricombinazione.